# Juan José Pérez Hernández
Juan José Pérez Hernández (* Joan Perés, um 1725 auf Palma; † 3. November 1775; häufig auch Juan Pérez) war ein spanischer Seefahrer und Entdecker. Seine Fahrten führten unter anderem auf die heutigen Philippinen sowie den Pazifischen Nordwesten Nordamerikas. Er war der erste Entdecker der Küsten von Oregon, Washington und British Columbia, wo er ethnographische Aufzeichnungen anfertigte.

## Leben

### Fahrten im Südpazifik, Besiedlung Kaliforniens
Pérez Hernández fuhr zunächst auf verschiedenen Schiffen zwischen Südamerika und den Philippinen. 1768 wurde er als Fähnrich (alférez) in San Blas an der mexikanischen Pazifikküste stationiert. Von dort plante der Vizekönig die Besiedlung Kaliforniens (Alta California). Im nächsten Jahr brachte Perez die ersten Siedler nach San Diego und Monterey.

### Erste Reise
In dieser Zeit hatten sich russische Pelzhändler in Alaska festgesetzt, womit sich Spanien erstmals veranlasst sah, seinen Anspruch auf die pazifischen Gebiete zu dokumentieren. So erhielt Perez Ende 1773 vom Vizekönig Neu-Spaniens, Antonio María de Bucareli y Ursúa, den Auftrag, die noch nie von Spaniern beanspruchten Gebiete zu erforschen und dabei bis zum 60° nördlicher Breite vorzustoßen. Dabei sollte er die dort lebenden Ureinwohner mit Respekt behandeln, und mit ihnen freundschaftliche Beziehungen anknüpfen. Zugleich sollte er mögliche russische Ansiedlungen melden. Offenbar erhielt Perez den Auftrag nur deshalb, weil er in dem wenig beliebten San Blas der ranghöchste Offizier war.
Perez rekrutierte für sein Schiff, die Santiago, überwiegend mexikanische Seeleute, und verließ San Blas am 25. Januar. Von Monterey segelte er erst im Juni weiter nordwärts. Im Juli 1774 erreichte das Schiff Langara Island, eine der Haida-Gwaii-Inseln, doch wagte er nicht, mit den dortigen Haida in direkten Kontakt zu treten. Dennoch kam es zum Austausch von Kupfer und Pelzen.
Obwohl er damit nicht 60°, sondern nur 54°40' erreicht hatte, zwangen ihn der schlechte Gesundheitszustand seiner Mannschaft und Proviantmangel, vor allem aber das Wetter zur Umkehr. Fray Juan Crespí und Fray Tomàs de la Peña Suria (oder Savaria), die zu Perez Mannschaft gehörten, fertigten Zeichnungen an, wobei Suria einige Tlingit-Indianer zeichnete.

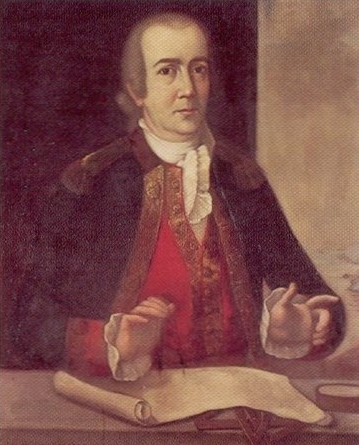
Porträt des ersten Offiziers Esteban José Martinez

Auf dem Rückweg erreichte er am 7. August den Nootka-Sund, eine inselreiche Bucht an der Westküste von Vancouver Island, den er Surgidero de San Lorenzo nannte. Hier gelang ihm zum ersten Mal eine Kontaktaufnahme mit den dort ansässigen Mowachaht. Seinem zweiten Offizier, Esteban José Martínez wurden bei dieser Gelegenheit Silberlöffel entwendet, die James Cook vier Jahre später zum Nachweis dienten, dass bereits Spanier in der Gegend gewesen waren. Dennoch ging er auch hier nicht an Land, zumal ein Sturm sein Schiff fast zum Kentern brachte. Außerdem litt die Mannschaft zunehmend unter Skorbut.
Weiter südwärts erreichte er das Küstengebiet des späteren Bundesstaats Washington und nannte den verschneiten Mount Olympus Cerro Nevada de Santa Rosalia (dt. Verschneiter Gipfel der Heiligen Rosalia). Schließlich segelte er nach Monterey, das er am 28. August erreichte, um schließlich am 5. November nach San Blas zurückzukehren.

### Zweite Reise
Bucareli war mit den schlechten Explorationsergebnissen nicht zufrieden, und auch nicht mit den wenigen Kontakten, die zustande gekommen waren. Madrid forderte aber, das Gebiet formal in Besitz zu nehmen und entsandte daher eine neue Offiziersgruppe.
Unter dem Kommando von Bruno de Heceta und Juan Francisco de la Bodega y Quadra fuhr Perez als Lotse auf Hecetas Schiff, der Santiago. Offenbar hatte er sich von der ersten Reise noch nicht erholt und wurde todkrank. Am 3. November verstarb er auf dem Weg nach Monterey im Pazifik, wo er zur See bestattet wurde.
Das Schiff, auf dem er gefahren war, trug wahrscheinlich die Pocken an Bord, die eine verheerende Epidemie unter den Küsten-Salish und ihren Nachbarn auslösten.